# Ducati Monster

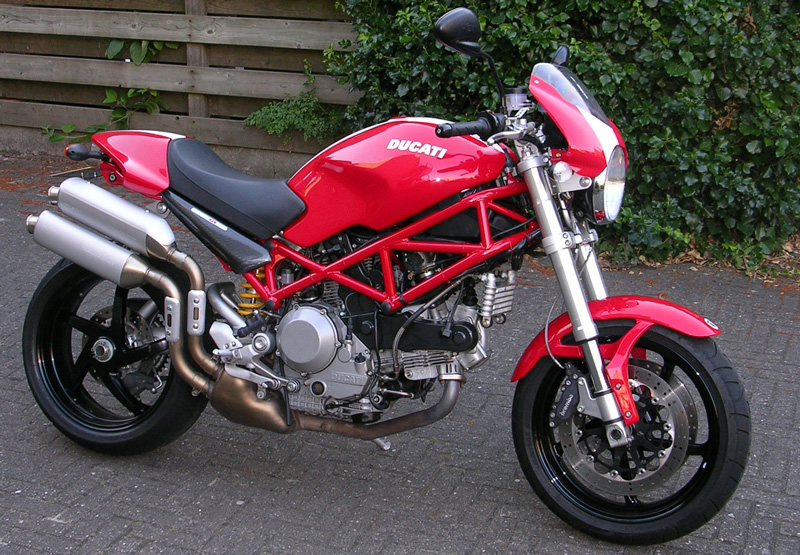
Ducati Monster S2R 1000 uit 2006

De Ducati Monster is een model van het Italiaans motorfietsmerk Ducati. Het publiek maakte op de Keulse Intermot in de herfst van 1992 voor het eerst kennis met de Monster, en het volgende jaar ging hij in productie. Het model viel meteen op door zijn eenvoud en vloeiende lijnen en is uitgegroeid tot een icoon in de motorgeschiedenis. Volgens ontwerper Miguel Galluzi was de filosofie achter het ontwerp: “Alles wat je nodig hebt is een zadel, tank, motor, twee wielen en een stuur”. Door velen wordt de Ducati Monster gezien als het schoolvoorbeeld van de naked bike.
Na 25 jaar is de Monster -bezig aan zijn derde generatie- nog steeds volop in productie. Voortbordurend op het basisthema heeft Ducati verschillende modellen uitgebracht, die regelmatig aangepast en in details gewijzigd worden. Er zijn inmiddels modellen die in cilinderinhoud variëren van 400 cc tot 1100 cc. Naast de oorspronkelijk luchtgekoelde tweekleps motorblokken werd later ook het watergekoelde vierkleps blok ingezet in de Monster. In 2008 was er zelfs een Monster verkrijgbaar met het Testastretta blok uit de Ducati 999 serie die zonder katalysator en met een speciale uitlaat 148 pk levert. In 2009 heeft Ducati er weer voor gekozen om de Monster modellen (696 en 1100(S)) uit te rusten met tweekleps blokken, waar de Ducati Streetfighter (S) de opvolger is geworden van de S4(R) modellen.
Monster modellen: 
- Monster M400 (Niet in Nederland)
- Monster M600
- Monster M600 Dark
- Monster M600 City
- Monster M620 Dark
- Monster M620ie
- Monster M620ie Dark
- Monster M620ie Double disk
- Monster M620ie Capirex
- Monster M620ie Matrix
- Monster M620 Sie
- Monster M695
- Monster M696
- Monster M696 Plus
- Monster M750
- Monster M750ie
- Monster M796
- Monster M800ie
- Monster M800ie Dark
- Monster M800 Sie
- Monster M900
- Monster M900 City
- Monster M900 Chromo
- Monster M900ie
- Monster M900 Sie
- Monster M900 CHR (deze Monster is gebouwd door CHRacing)
- Monster M1000
- Monster M1000ie
- Monster M1000 Dark
- Monster M1000S (aluminium achterbrug en instelbare schokdempers)
- Monster M1000S Senna
- Monster M1100
- Monster M1100S
- Monster M1100 evo
- Monster S2R 800 Dark
- Monster S2R 800
- Monster S2R 1000 Dark
- Monster S2R 1000
- Monster S4
- Monster S4 Foggy
- Monster S4 Senna
- Monster S4R
- Monster S4R Senna
- Monster S4R Testastretta
- Monster S4Rs Testastretta
- Monster S4Rs Testastretta Tricolore

Sinds 1993 zijn er meer dan 130.000 Monsters verkocht en is de Monster al jaren het belangrijkste model in de complete range van Ducati. Tot aan de productie van de nieuwe Monster M696 zijn er 204.033 Monsters van de productieband gekomen.
Vandaar ook dat Ducati tot op heden zeer voorzichtig is geweest met het uitvoeren van aanpassingen aan het design. Maar begin 2008 is de nieuwe Monster 696 gepresenteerd. Deze nieuwe Monster zal langzamerhand de oude Monster modellen vervangen.